# Twins (nhóm nhạc)
Twins là một nhóm nhạc nữ Hồng Kông được thành lập vào ngày 18 tháng 5 năm 2001, gồm hai thành viên là Chung Hân Đồng và Thái Trác Nghiên. Nhóm được đánh giá là nhóm nhạc nữ thành công nhất trong lịch sử âm nhạc Hồng Kông. 
Trong khoảng nửa đầu thập niên 2000, Twins hầu như đã thống trị làng nhạc Cantopop, cũng như làng âm nhạc châu Á. Từ khi ra mắt, nhóm đã đạt hơn 20 đĩa bạch kim, 78 ca khúc đứng đầu các bảng xếp hạng âm nhạc, hai lần nhận giải Nữ ca sĩ được hoan nghênh nhất châu Á - Thái Bình Dương, Nghệ sĩ Hồng Kông được yêu thích nhất MTV châu Á 2006, qua đó trở thành nhóm nhạc nữ Hoa ngữ duy nhất từng được vinh danh trong giải thưởng quốc tế này.

## Giải thưởng
| Năm  | Lễ trao giải                                      | Giải thưởng |
| ---- | ------------------------------------------------- | --- |
| 2001 | JSG                                               | Nhóm nhạc được hoan nghênh nhất |
| 2001 | Lễ trao giải Tân Thành                            | Quán quân nghệ sĩ mới |
| 2001 | Commercial Radio Hong Kong                        | Nhóm nhạc nổi tiếng nhất |
| 2001 | IFTI                                              | - Nghệ sĩ mới của năm - Nghệ sĩ mới có lượng tiêu thụ cao nhất |
| 2002 | JSG                                               | Biểu hiện kiệt xuất (giải Bạc) |
| 2002 | Kim Khúc TVB8                                     | - Nhóm nhạc xuất sắc nhất (Giải Đồng) - Nhóm nhạc được hoan nghênh nhất |
| 2002 | RTHK                                              | - Nữ ca sĩ tiến bộ (Giải Bạc) - Nữ ca sĩ có lượng tiêu thụ cao nhất năm - Nhóm nhạc được hoan nghênh nhất toàn quốc (Giải Bạc)                                                                                              |
| 2002 | IFPI                                              | - Đĩa nhạc Canto có lượng tiêu thụ cao nhất (Quyển sổ kỷ niệm của chúng mình) - Top 10 album Canto có lượng tiêu thụ cao nhất (Quyển sổ kỷ niệm của chúng mình, Song Sinh Nhi)                                              |
| 2002 | Lễ trao giải âm nhạc Hoa ngữ lần 2                | Nhóm nhạc mới xuất sắc nhất |
| 2002 | Bảng xếp hạng Hoa ngữ toàn cầu                    | - Nữ nghệ sĩ mới được hoan nghênh nhất (Giải Vàng) - Nhóm nhạc được yêu thích nhất |
| 2002 | Bảng xếp hạng âm nhạc thịnh hành Trung Quốc lần 2 | - Nữ nghệ sĩ mới được hoan nghênh nhất - Nhóm nhạc được xuất sắc nhất năm |
| 2002 | Giải thưởng âm nhạc tiên phong                    | Nhóm nhạc của năm (Hong Kong) |
| 2003 | JSG                                               | - Top 10 Kim khúc (Trạm kế tiếp thiên hậu) - Ca khúc thiếu nhi (Trăm lần thử cũng không chán) - Kim khúc thiếu nhi của năm (200% chú ngữ) - Thập đại kim khúc thiếu nhi (200% chú ngữ) - Nhóm nhạc xuất sắc nhất (Giải Bạc) |
| 2003 | Bảng xếp hạng ca khúc Hoa ngữ toàn cầu            | Nhóm nhạc được hoan nghênh nhất (Giải Đồng) |
| 2003 | Lễ trao giải TVB                                  | - Nhóm nhạc được oai phong (Giải Vàng) - Nhóm nhạc được yêu thích nhất |
| 2003 | Thập đại kim khúc                                 | - Ca sĩ ưu tú - Nữ ca sĩ tiến bộ (Giải Bạc) - Ca sĩ được hoan nghênh nhất toàn quốc (Giải Vàng) - Nữ ca sĩ có lượng tiêu thụ cao nhất năm - Biểu diễn xuất sắc (Giải Vàng)                                                  |
| 2003 | Lễ trao giải Tân Thành                            | - Ca khúc Tân Thành (Cánh diều và cơn gió) - Album Tân Thành (Touch of Love) - Nhóm nhạc Tân Thành - Vũ đài Tân Thành toàn cầu                                                                                              |
| 2003 | IFPI                                              | - Nữ ca sĩ Hong Kong có lượng tiêu thụ cao nhất năm - Top 10 album bán chạy nhất Quảng Đông |
| 2003 | YAHOO                                             | - Nữ ca sĩ Hong Kong có lượng tiêu thụ cao nhất năm - Bộ phim được tìm kiếm nhiều nhất (Thiên Cơ Biến) |
| 2003 | NEXT MAGAZINE Lần 1                               | Nghệ sĩ triển vọng nhất toàn quốc |
| 2003 | Bảng xếp hạng âm nhạc Trung Quốc lần 3            | - Bài hát xuất sắc nhất Hong Kong (Cánh diều và cơn gió) - Nhóm nhạc xuất sắc nhất Hong Kong - Nữ ca sĩ có biểu hiện xuất sắc nhất Hong Kong                                                                                |
| 2003 | Bảng âm nhạc Hoa ngữ toàn cầu                     | - Nhóm nhạc được hoan nghênh nhất (Giải Bạc) |
| 2003 | Âm nhạc Hoa ngữ lần 3 Đông Phương Nhật Báo        | - Nhóm nhạc xuất sắc nhất |
| 2003 | Âm nhạc Tiên Phong                                | - Ca khúc được yêu thích nhất năm (Trạm kế tiếp Thiên hậu) - Nhóm nhạc xuất sắc nhất (Hong Kong) |
| 2003 | Kình ca vương Kim Khúc                            | - Ca khúc điện ảnh truyền hình (Trạm kế tiếp thiên hậu) - Album được yêu thích nhất - Nhóm nhạc tuyên truyền |